# Акіндин I
Акіндин I (д/н — 1164) — церковний діяч часів Великого князівства Київського. Перший архімандрит Києво-Печерського монастиря.

## Життєпис
Відомості про цього настоятеля обмежені. Обирається ігуменом Києво-Печерського монастиря після смерті 1156 року Феодосія II. Ймовірно брав участь в протистоянні за митрополичу кафедру між Костянтином I і Климентом, підтримуючи першого.
1159 року монастир ймовірно отримав у власність якусь частину міст Василів і Мічевськ (втым выдповыдна грамота великого князя Андрія Боголюбського визнана пыдробкою XVI ст.). Того ж року після смерті Анастасії Ярополківни успадкував усі власні угіддя та кошти. Висловлюєтьсядумка, що Акіндин I ініціював відновлення літописання.
Завершив справу, розпочату Феодосієм II, щодо підвищення настоятеля монастиря до архімандрита та підпорядкування його Константинополю. Втім ставропігію не було отримано, але титул архімандрита константинопольский патріарх Лука Хрисоверг надав Акіндину I. Втім відповідну церемонію митрополит Феодор провів лише 1161 року. Помер Акіндин I 1164 року. Його наступником став Полікарп I.

## Грамота А. Боголюбського
1159 року великий князь Андрій Боголюбський начебто видав грамоту про зведення Києво-Печерського монастиря в статус лаври з наданням архімандрії та ставропігії за узгодженням з Константинопольським патріархатом. Підробленість грамоти було встановлено Макарієм Булгаковим, митрополитом Московським.
Андрій Боголюбський намагався створити у Владимирі окрему митрополію, на що дістав відмову. Тому малоймовірно, що він опікувався київським монастирем.
Точно невідомо, коли цю грамоту «створили». Ймовірно, не за життя Акіндина I, можливо, в XVI ст., коли правителі Московського царства намагалися довести свою зверхність на Києвом і Києво-Печерським монастирем.